# Nuli

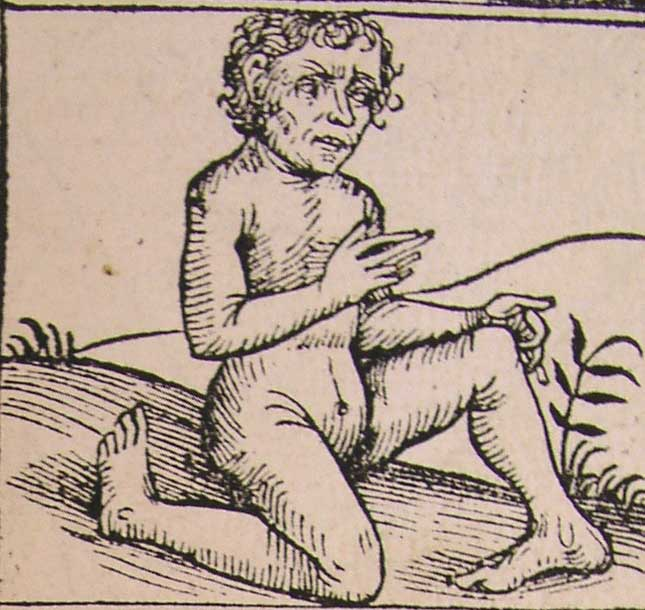
Illustrazione delle Cronache di Norimberga (1493)

I Nuli, conosciuti anche con i nomi di Nuloi o Nouloi (in greco: Νυλοι, Νουλοι) erano una leggendaria razza di uomini dotate di piedi con otto dita rivolti all'indietro, che vivevano in India, sul monte Nulus, per certi versi simili agli Antipodi.

## Fonti antiche
Il popolo dei Nuli viene descritto dallo storico greco Megastene nella sua Indica.
Vengono menzionati anche in certi bestiari medievali, come per esempio nelle Cronache di Norimberga.